# Lécluse
Lécluse é uma comuna francesa na região administrativa de Altos da França, no departamento do Norte. Estende-se por uma área de 4.96 km². Em 2010 a comuna tinha 1 388 habitantes (densidade: 279,8 hab./km²).